# Phrynosoma mcallii
Phrynosoma mcallii là một loài thằn lằn trong họ Phrynosomatidae. Loài này được Hallowell mô tả khoa học đầu tiên năm 1852.

## Hình ảnh

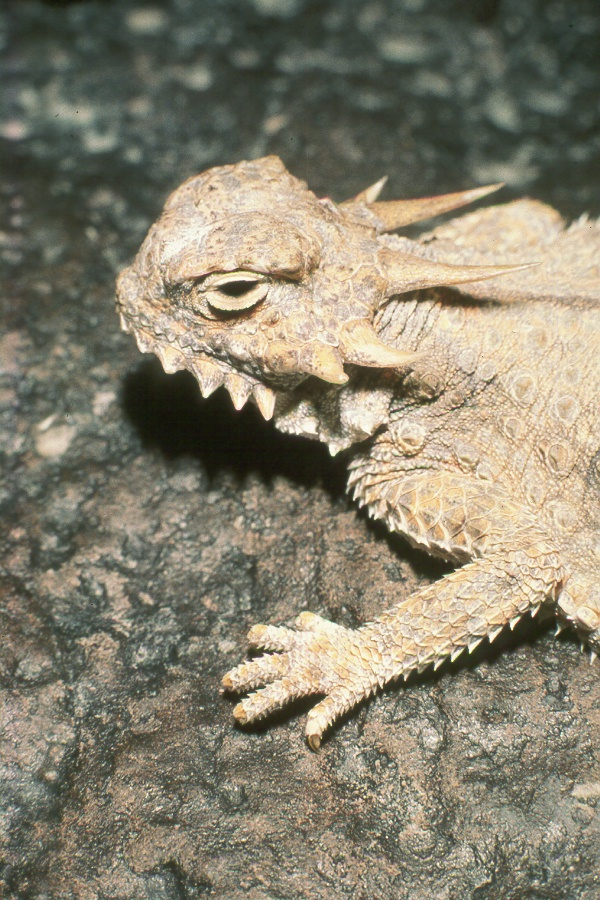
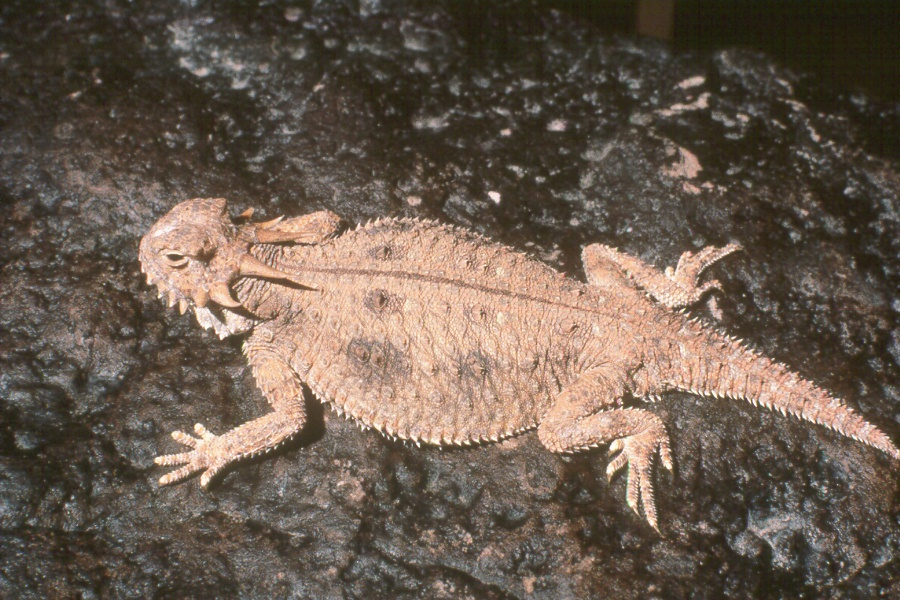